# شهرستان یوجیانگ
شهرستان یوجیانگ (به لاتین: Yujiang District) یک شهرستان‌های جمهوری خلق چین در چین است که در یینگتان واقع شده‌است.